# Betsihaka
Betsihaka is een plaats in Madagaskar gelegen in het district Ambilobe van de regio Diana. In 2001 telde de plaats bij de volkstelling 10.661 inwoners.
In de plaats is basisonderwijs. De meerderheid (60% van de bevolking) is werkzaam als landbouwer en 38% van de bevolking houdt zich bezig met veeteelt. Het belangrijkste gewas is rijst, maar er wordt ook mais en catechu verbouwd. 1% van de bevolking is werkzaam in de industriesector en dienstensector.

## Geboren
- Albert Zafy (1927-2017), president van Madagaskar (1993-1996)